# Bataille de Kulm
Sixième Coalition
Batailles
Campagne de Russie (1812)
- Liste des batailles
- Mir
- Moguilev
- Ostrovno
- Vitebsk
- Kliastitsy
- Smolensk
- 1re Polotsk
- Valoutina Gora
- Moskova
- Moscou
- Winkowo
- 2e Polotsk
- Maloïaroslavets
- Gorodnia
- Czaśniki
- Viazma
- Smoliani
- Krasnoï
- Bérézina

Campagne d'Allemagne (1813)
- Dantzig
- Lunebourg
- Möckern
- Lützen
- Bautzen
- Reichenbach
- Haynau
- Luckau
- Hoyerswerda
- Lauenbourg
- Goldberg
- Gross Beeren
- Katzbach
- Dresde
- Kulm
- Dennewitz
- Peterswalde
- Liebertwolkwitz
- Leipzig
- Hanau
- Sehested
- Torgau
- Hambourg

Campagne de France (1814)
- Sainte-Croix-en-Plaine
- Besançon
- Mayence
- Metz
- Saint-Avold
- 1re Saint-Dizier
- Brienne
- La Rothière
- Campagne des Six-Jours (Champaubert
- Montmirail
- Château-Thierry
- Vauchamps)
- Mormant
- Montereau
- Bar-sur-Aube
- Saint-Julien
- Laubressel
- Berry-au-Bac
- Craonne
- Coutures
- Laon
- Soissons
- Mâcon
- Reims
- Saint-Georges-de-Reneins
- Limonest
- Arcis-sur-Aube
- Fère-Champenoise
- 2e Saint-Dizier
- Meaux
- Claye
- Villeparisis
- Paris

- Feistritz
- Caldiero (en)
- Trieste
- Mincio

- Hoogstraten (de)
- Anvers
- Berg-op-Zoom
- Courtrai

La bataille de Kulm eut lieu le 30 août 1813 près de la ville de Kulm (royaume de Bohême) pendant la Sixième Coalition. Elle opposa 32 000 hommes, sous le commandement du général d'Empire Vandamme aux 54 000 hommes des forces coalisées d'Autriche, Prusse et Russie, sous les ordres du général Barclay de Tolly avec de lourdes pertes.

## Le contexte

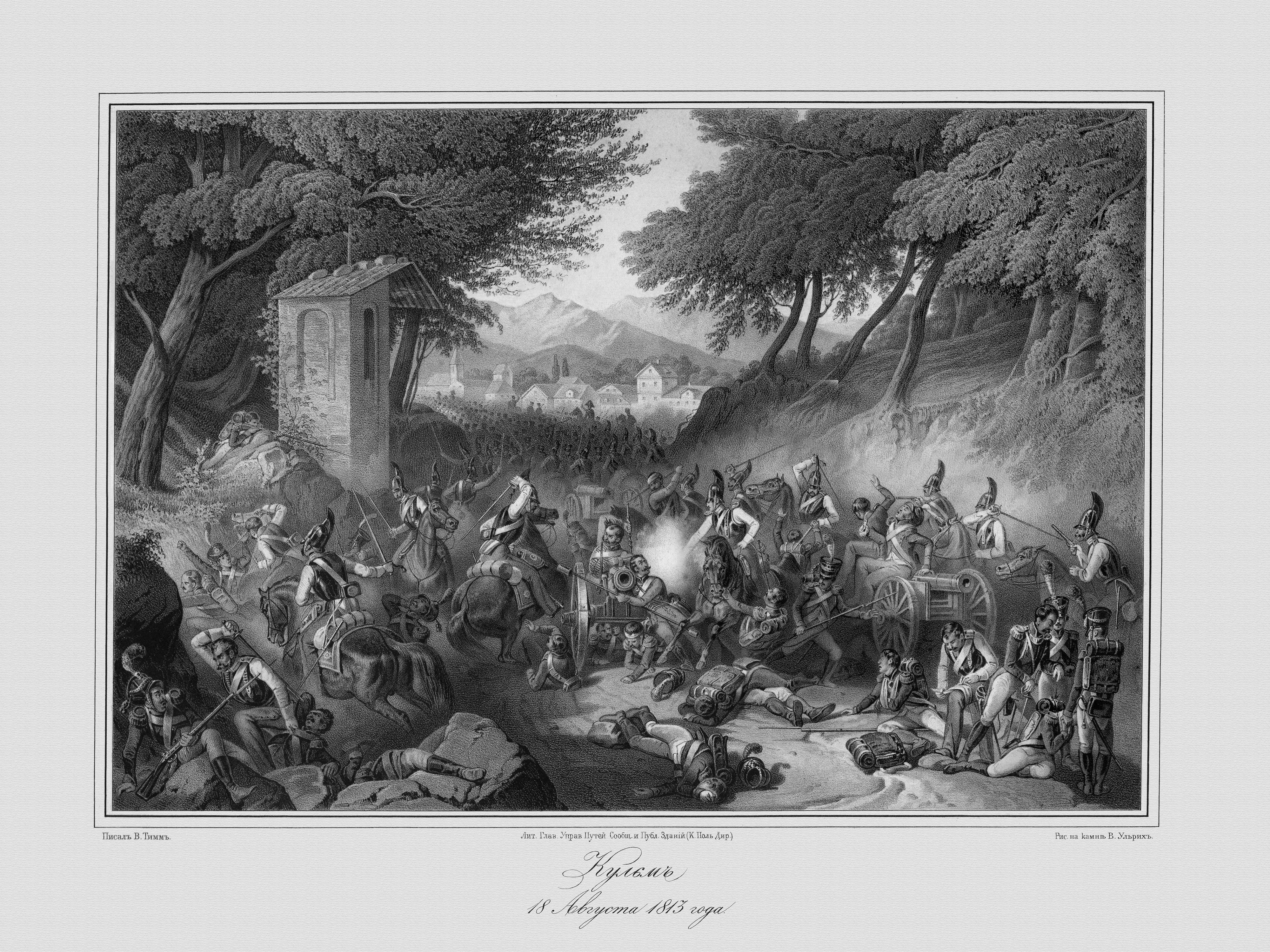
Lithographie russe représentant l'engagement des Chevaliers-Gardes lors de la bataille de Kulm (la date est celle du calendrier Julien)

Après la victoire française à la bataille de Dresde les 26 et 27 août, Vandamme poursuit les troupes alliées en retraite. Napoléon ordonne à Gouvion-Saint-Cyr et Marmont de soutenir Vandamme. Celui-ci rencontre l'armée de A. I. Ostermann-Tolstoï près de la ville de Kulm (actuellement Chlumec, à 8 km d'Ústí nad Labem, en République tchèque).

## La bataille
Le 29 août, Vandamme, avec 32-34 000 hommes et 84 canons, attaque les forces d'Ostermann-Tolstoï, 13–14 000 soldats. L'enjeu est grand, une victoire française couperait la retraite des coalisés. Les troupes de Vandamme ne percent pas.
Le 30 août, Kleist et ses Prussiens attaquent la position de Vandamme sur ses arrières et des renforts austro-russes renforcent la position d'Ostermann-Tolstoï. Les troupes françaises inexpérimentées doivent battre en retraite.

## Les pertes
Pour les Français, il y eut 5 000 soldats tués ou blessés dont les généraux Henri LXI de Reuss-Schleiz et Martin François Dunesme, entre 7  et   13 000 capturés y compris Vandamme et 80 canons. Les coalisés eurent 11 000 soldats tués ou blessés.
Dans le corps de Vandamme, il y avait deux régiments de lanciers polonais dans la division de Jean Corbineau. L'un était commandé par le colonel Maximilien Fredro qui défendait un défilé et dut se rendre. Le second sous le commandement du comte Tomasz Lubienski put se retirer.

## Souvenir

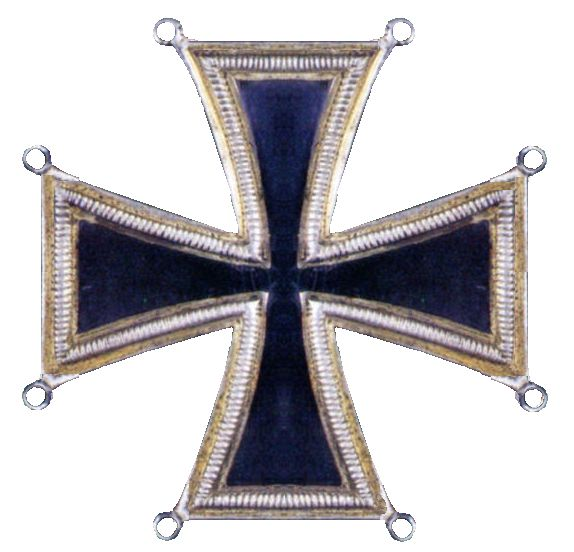
Croix avec des anneaux de fixation sur l’uniforme dans les angles

Les participants prussiens et russes se virent décerner la croix de Kulm.
En 1817 un premier monument vient rendre hommage aux militaires Prussiens de la bataille, complété en 1825 par un monument autrichien et en 1835 par un monument russe. En 1913, un monument du centenaire de la bataille et un monument aux participants français sont érigés.

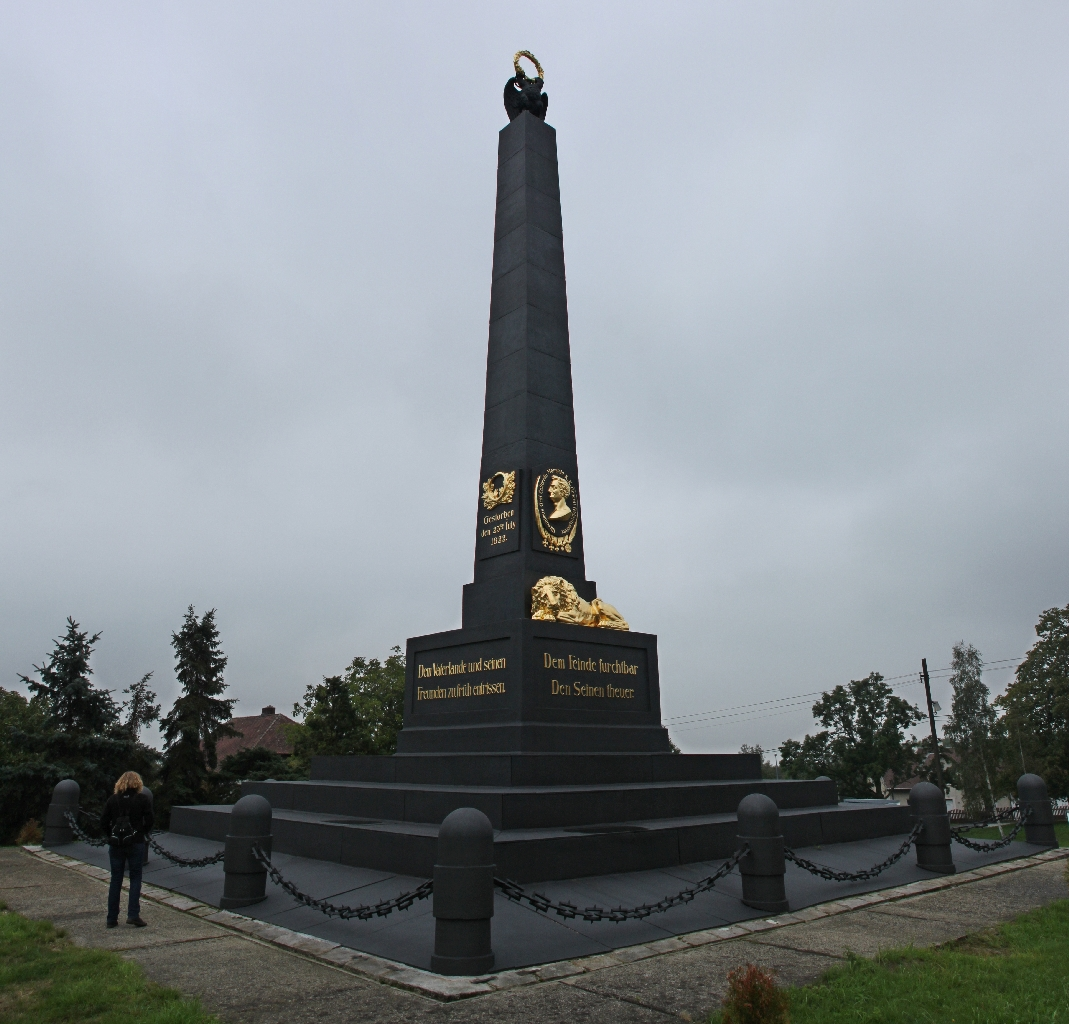
Monument autrichien à Arbesau (Varvažov)
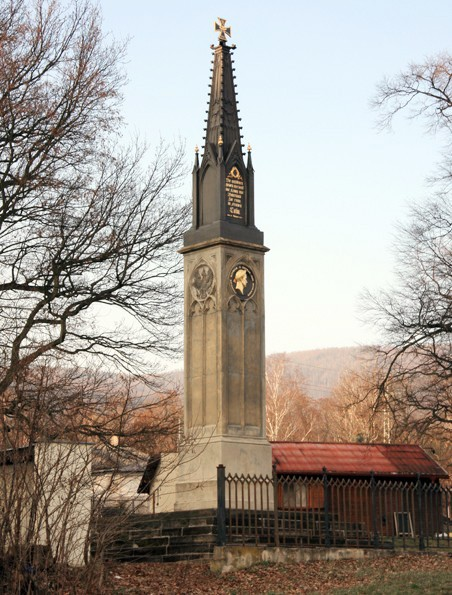
Monument prussien à Arbesau (Varvažov)
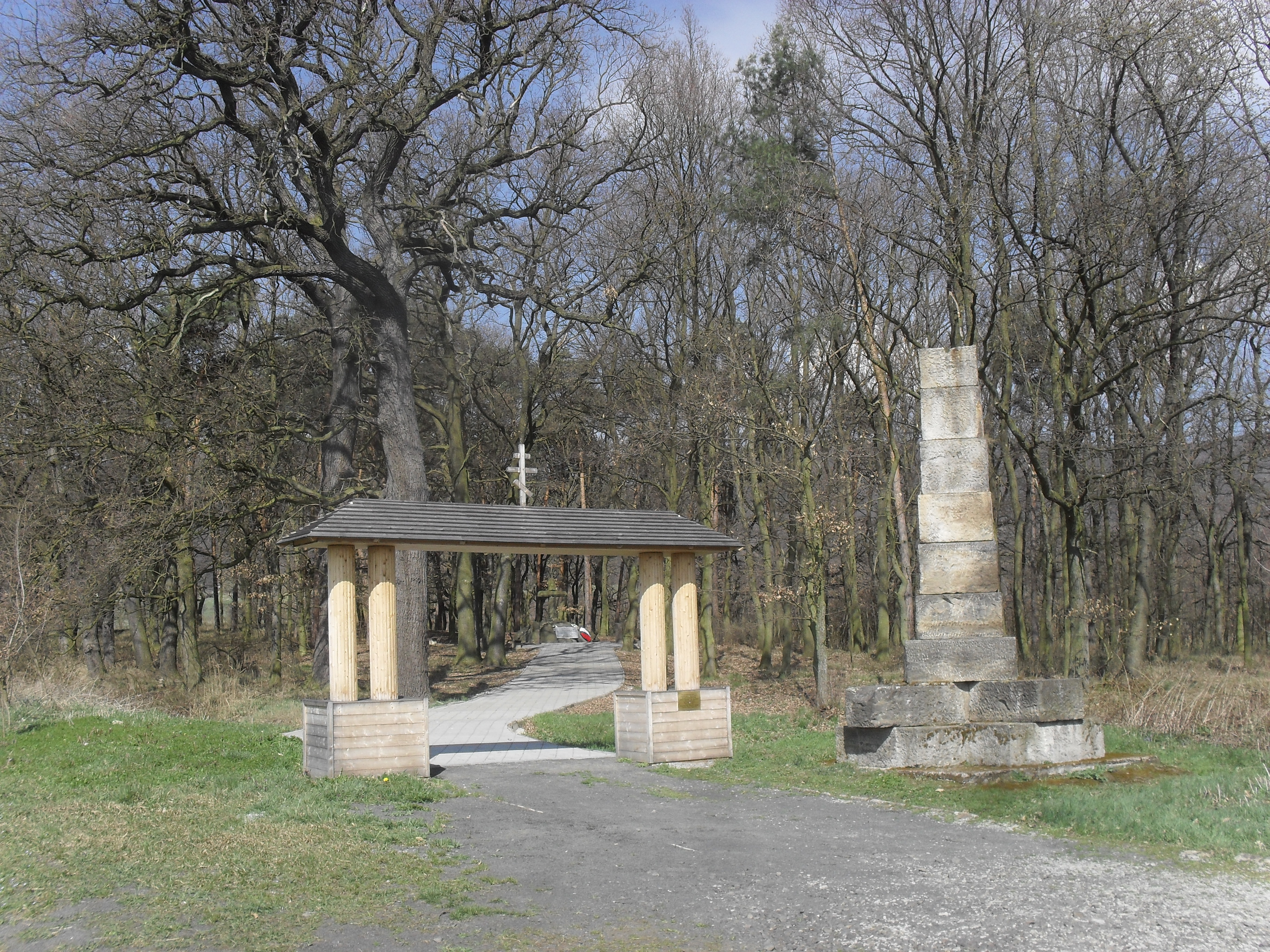
Tombe commune vers Priesten (Přestanov)
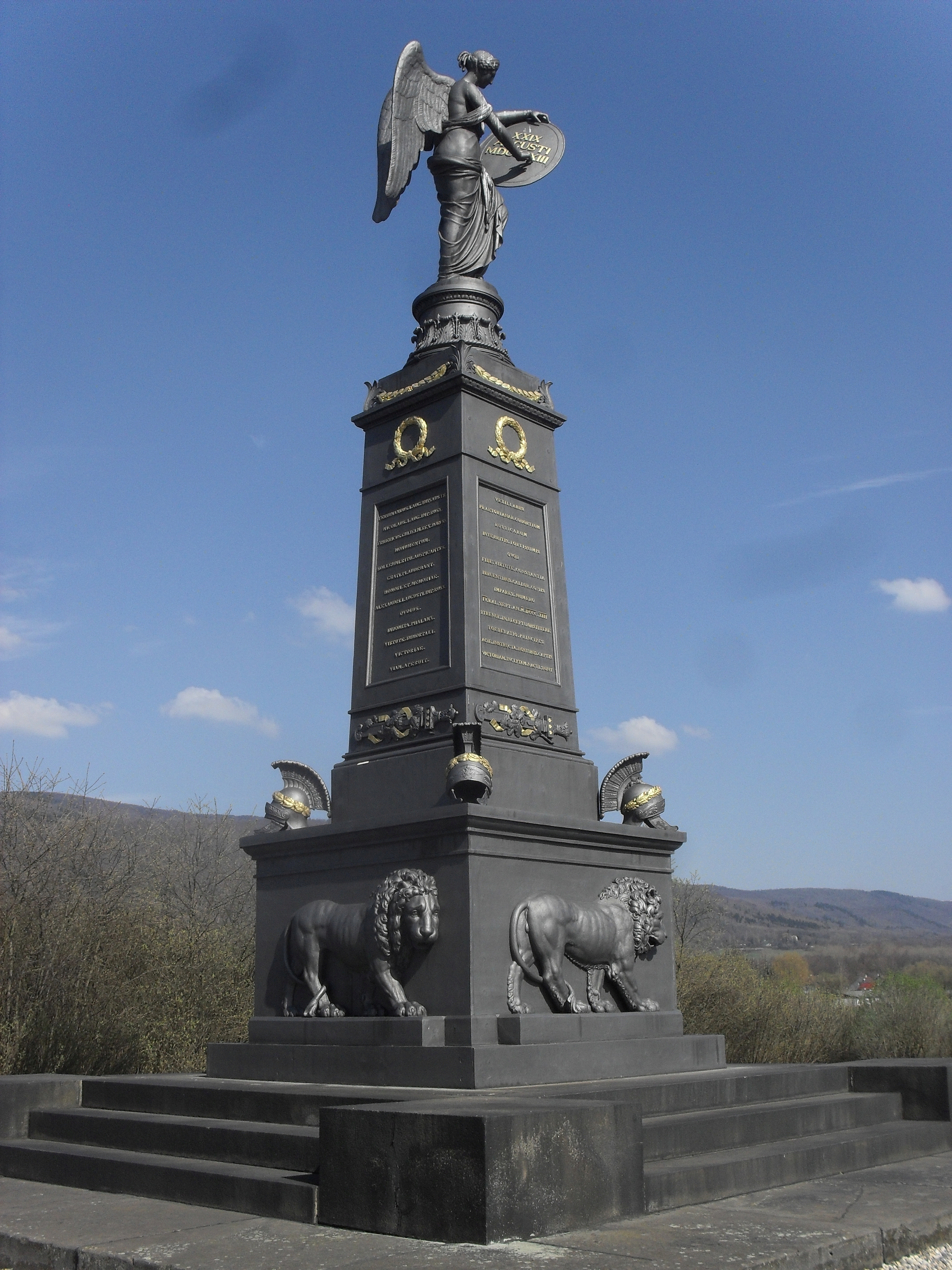
Monument russe vers Priesten (Přestanov)
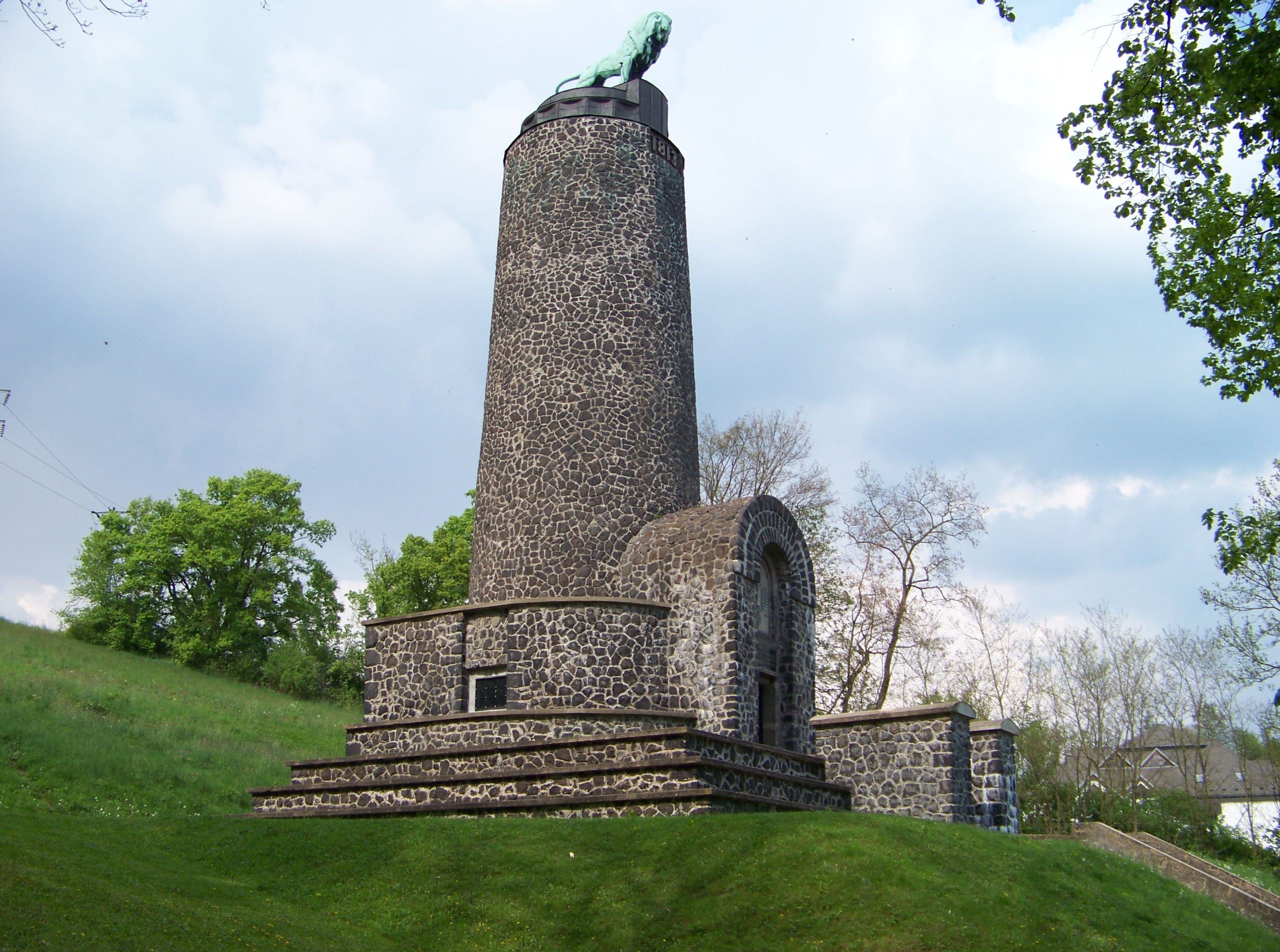
Monument du centenaire
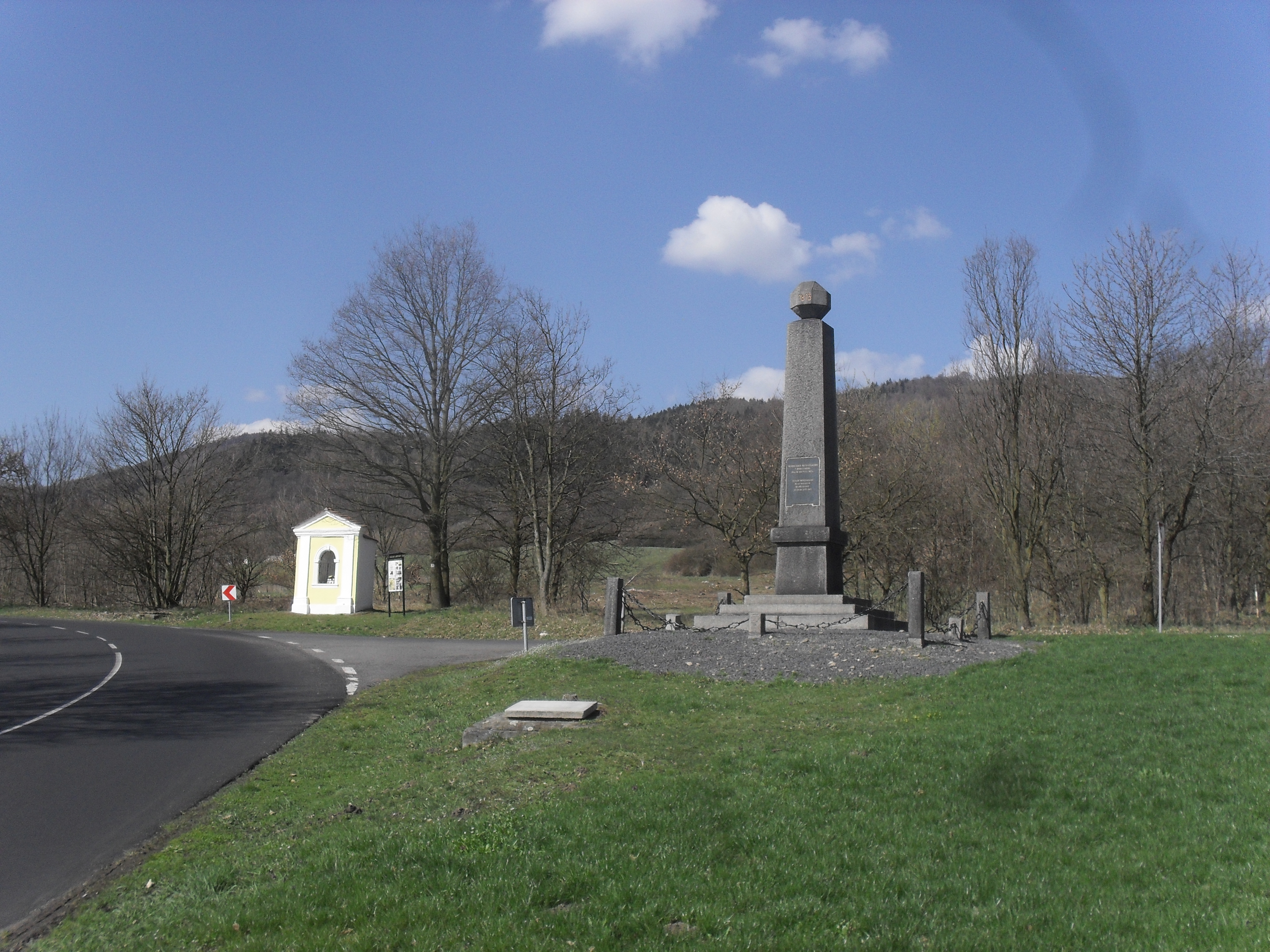
Monument français et chapelle de Juchtova
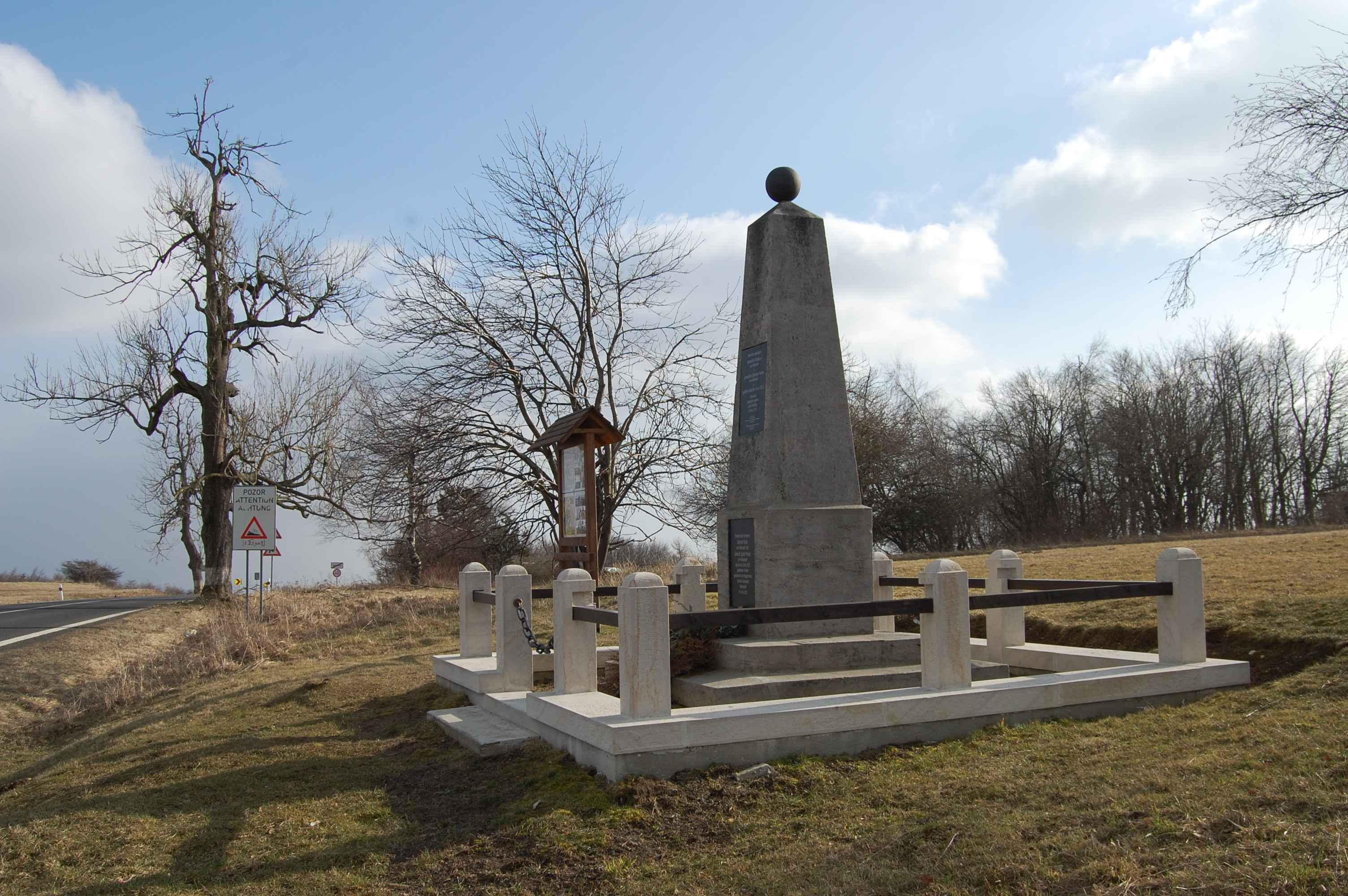
Monument à Kleist à Nollendorf (Nakléřov)

## Petits mots
Le tsar Alexandre Ier aurait reproché à Vandamme, prisonnier, sa conduite et ses saccages. Ce dernier aurait répondu au tsar : « Je ne suis ni un brigand ni un pilleur, mais ni l'histoire ni mes hommes ne peuvent me reprocher la mort de mon père », rappelant ainsi la manière dont le tsar était arrivé sur le trône.